# Sala Cadarso
La Sala Cadarso fue una sala independiente de Madrid (España), situada en el número 18 de la calle Cadarso en el barrio de Argüelles del distrito de Moncloa-Aravaca.
Entre 1976 y 1982 puso en escena 114 montajes teatrales, aunque continuó activa hasta 1985. Organizó la I Muestra de Teatro Independiente y prestó su espacio escénico a numerosas cooperativas teatrales y grupos experimentales sin acceso a las salas comerciales.

## Historia
La Cadarso fue la sala madrileña no comercial de más dilatada actividad en el contexto histórico de la Transición española. Fue inaugurada como tal y con ese nombre en febrero de 1976, y partiendo de lo que fuera un local acondicionado por el grupo Tábano. En principio estuvo gestionada por uno de sus miembros, el actor y luego empresario teatral Carlos Sánchez, secundado por otros activos personajes del fenómeno independiente, como Gloria Berrocal, Fermín Cabal, Juanjo Granda, Maribel Lázaro, Juan Margallo, Luis Matilla, Paco Olmo, Gerardo Vera, Abel Vitón, Alfredo Alonso o Miguel Zúñiga.
A partir del verano de 1977 la Cadarso fue coordinada y promovida por el Centro Cultural La Corrala, continuando sus objetivos hacia un teatro populista y compartiendo su espacio con cooperativas teatrales y numerosos grupos experimentales forzosamente segregados del teatro comercial. A lo largo de su singladura sufrió tres clausuras gubernativas y dos atentados (no reivindicados pero supuestamente perpetrados por organizaciones de extrema derecha), síntomas que los responsables de la Cadarso consideraron como signo de vitalidad.
Tras un periodo de gestión a cargo de la asociación cultural "Caballo de Bastos" y unos meses de inactividad volvió a ponerse en marcha con el respaldo de Manuel Canseco, director de la Compañía Española de Teatro Clásico.
En su programación incluyó asimismo muestras de Teatro infantil, así como recitales de cantautores como Adolfo Celdrán (1977) o cantaores como Enrique Morente (1977).

## Algunos estrenos y montajes
- La ópera del bandido de John Gay (1976), montaje colectivo del Grupo Tábano.[10]
- Woyzeck de Georg Büchner (1976), montaje del colectivo El Búho.[10]
- La madre de Máximo Gorki (1977), montaje colectivo del G.I.T. (Grupo Internacional de Teatro).[11]
- Muerte accidental de un anarquista de Darío Fo (1978), montaje colectivo de El Espolón del Gallo.[7]
- ¿Fuiste a ver a la abuela? de Fermín Cabal (1979), montaje colectivo del Grupo Majerit.[5]
- Del laberinto al 30 de José Luis Alonso de Santos (1980), estreno el 23 de febrero, por el Teatro Libre.[12]
- Manicomic de Tricicle (1983), montaje de Tricicle.[13]